# Miss Syrie
Miss Syrie est un concours de beauté féminin, créé en 1965 pour les jeunes femmes de nationalité syrienne.

## Historique
Le concours de Miss Syrie est créé en 1965, Raymonde Doucco est la première titulaire et représente son pays à l'élection de Miss Monde 1965, sans se classer.
Le concours de beauté s’est arrêté en 1966, mais il sera repris en 2014.

## Gagnantes
| Année | Miss Syrie      |
| 1965  | Raymonde Doucco |
| 1966  | Feryelle Jalal  |
| 2014  | Sarah Nakhleh   |
| 2016  | Dima Salameh    |